# Rostislav Haličský
Rostislav Haličský (1225–1263), syn sv. Michala Černigovského z rodu Rurikovců, byl mačevským a slavonským bánem a rovněž se ucházel o bulharský trůn. 

## Život
Na dvůr uherského krále Bély IV. ze své vlasti uprchl před Tatary a roku 1243 se oženil s Annou, oblíbenou dcerou svého hostitele.
Rostislav byl pronásledován Tatary do Borku (Velké Borky/Великі Бірки), utekl do Uher a uherský král za něj provdal svou dceru.
Haličsko-volyňský letopis

Tchána podporoval ve střetu s bojovným rakouským vévodou Fridrichem. V červnu 1246 Fridrich napadl Uhersko a v následné bitvě se dostal mezi Rostislavovy oddíly a tam byl bez povšimnutí svého doprovodu zabit. Během roku 1249 se Rostislav za podpory uherských a polských vojáků pokoušel marně dobýt Halič. Po porážce uprchl společně s manželkou zpět na uherský dvůr.
…za jeho nadutost Bůh nedopustil, co on zamýšlel…
Haličsko-volyňský letopis
Díky tchánově výpadu do Bosny po roce 1250 se Rostislav stal mačevským bánem (tj. knížetem-místodržícím uherského krále) se sídlem v Bělehradě. Roku 1256 byl zprostředkovatelem mírového jednání mezi nikájským císařem Theodorem II. a Bulharskem, které se později pokoušel získat pro sebe. Pomáhal svému tchánovi při válce s Přemyslem Otakarem II., zúčastnil se bitvy u Kressenbrunnu a po uzavření míru se stal tchánem českého krále. Poté společně se švagrem Štěpánem napadl Bulharsko a o dva roky později zemřel. Synové si sice rozdělili otcovo území, ale neustále museli odolávat výpadům svého strýce Štěpána, mladšího uherského krále.

## Rodina
Oženil se s Annou Uherskou, dcerou Bély IV. Uherského. Měli spolu tyto potomky:
- Kunhuta, manželka Přemysla Otakara II.
- Griffina, manželka Leška II. Černého
- Béla
- Michal
- dcera neznámého jména (možná Anna nebo Alžběta), manželka Michaela II. Asena a poté Kolomana II. Asena
- Markéta, jeptiška